# Mordfall Gabriel Fernandez
| QS Ereignisse | Dieser Artikel wurde aufgrund von inhaltlichen Verbesserungsmöglichkeiten auf der Qualitätssicherungsseite des WikiProjekts Ereignisse eingetragen. Dies geschieht, um die Qualität der Artikel aus diesem Themengebiet auf ein höheres Niveau zu bringen. Bitte hilf mit, die inhaltlichen Lücken oder Probleme dieses Artikels zu beseitigen, und beteilige dich an der Diskussion! |  |

Gabriel Fernandez (* 20. Februar 2005; † 24. Mai 2013) war ein achtjähriges Kind aus Palmdale, Kalifornien, das einem Mord zum Opfer fiel. Gabriel wurde über acht Monate gefoltert und misshandelt. Verantwortlich für diese Taten, die schließlich zu seinem Tod führten, waren seine Mutter, Pearl Fernandez, und ihr Freund, Isauro Aquirre.

## Misshandlungen und Tod
Gabriel Fernandez wurde über mehrere Monate hinweg von Pearl Fernandez und Isauro Aguirre gefoltert, verprügelt und erniedrigt. Die Festnahme des Paares erfolgte, nachdem Pearl Fernandez den Notruf am 22. Mai 2013 wählte, weil sie ihr Kind bewusstlos in der Wohnung in Palmdale nordöstlich von Los Angeles vorgefunden habe. Der Körper des Jungen wies zahlreiche Knochenbrüche auf, die laut seiner Mutter von einem Sturz stammten. Die Rettungssanitäter fanden den Jungen mit schwersten Verletzungen vor, darunter ein Schädelbruch, gebrochene Rippen, Verbrennungen und ausgeschlagene Zähne. Zwei Tage später starb Gabriel im Krankenhaus an den Folgen seiner Verletzungen.

## Gerichtsverfahren
Am 23. Mai 2013 wurden Isauro Aguirre und Pearl Fernandez verhaftet. Aguirre wurde des versuchten Mordes und Fernandez der Kindeswohlgefährdung sowie des Kindesmissbrauchs beschuldigt. Aguirre wurde zur Todesstrafe verurteilt.
Seine Lebenspartnerin, Gabriels Mutter, wurde zu einer lebenslangen Haftstrafe ohne die Möglichkeit einer vorzeitigen Entlassung verurteilt. Ihre Strafe fiel milder aus als Aguirres, da sie sich schuldig bekannte. Zudem minderte ihre vorliegende Intelligenzminderung die Strafe. Sie entschuldigte sich für ihre Tat. Zurzeit sitzt sie im Frauengefängnis von Chowchilla in Kalifornien.
Aguirre befindet sich im Todestrakt des San Quentin State Prison in Kalifornien, wo er noch auf die Vollstreckung seines Urteils wartet.

## Prozess gegen Sozialarbeiter
Neben Aguirre und Fernandez wurden auch vier Sozialarbeiter angeklagt, die damals indirekt in den Fall verwickelt waren. Sie wurden beschuldigt, die Bedeutung der physischen, seelischen und emotionalen Verletzungen, die Gabriel erlitt, bagatellisiert zu haben. Außerdem wurde ihnen vorgeworfen, weiteren Missbrauch an Gabriel ermöglicht zu haben, da er nicht der Familie entzogen wurde. Somit wurden sie wegen Kindesmissbrauch und Verfälschung öffentlicher Aufzeichnungen angeklagt. Allerdings wurde die Anklage wieder fallen gelassen, da die Staatsanwälte nicht beweisen konnten, dass die Sozialarbeiter die Pflicht zur Kontrolle der Täter hatten sowie die Fürsorge oder das Sorgerecht für Gabriel.

## Rezeption
In der Dokumentation auf Netflix „The Trials of Gabriel Fernandez“ wurde auf das Geschehen vor und nach dem Mord sowie unter anderem auch auf die Mängel des Sozialsystems in den USA eingegangen.